# Saint-Lumier-la-Populeuse
Saint-Lumier-la-Populeuse – miejscowość i gmina we Francji, w regionie Grand Est, w departamencie Marna.
Według danych na rok 1990 gminę zamieszkiwało 41 osób, a gęstość zaludnienia wynosiła 17 osób/km².